# アノ人たちの作り方 〜なぜこうなった!?ファクトリー〜
『アノ人たちの作り方 〜なぜこうなった!?ファクトリー〜』（アノひとたちのつくりかた 〜なぜこうなった!?ファクトリー〜）は、2013年10月16日深夜（日付上は17日未明）からフジテレビ系列で放送されているバラエティ番組。

## 番組概要
いま世間で注目されているアノ人物…（良くも悪くも）いったいナゼこうなったのか!?
その驚きの『製造工程』を渡部工場長とたどる有名人『人生見学』バラエティー。

## 出演者
MC
- 渡部建（アンジャッシュ）

アシスタント
- 中村仁美（フジテレビアナウンサー）

ナレーター
- 一龍斎貞友

## ネット局と放送時間
| 放送対象地域   | 放送局             | 系列           | 放送日時             | 放送期間                       | 遅れ       |
| -------------- | ------------------ | -------------- | -------------------- | ------------------------------ | ---------- |
| 関東広域圏     | フジテレビ         | フジテレビ系列 | 水曜日 24:35 - 25:10 | 2013年10月16日 - 12月18日      | 制作局     |
| 宮城県         | 仙台放送           | フジテレビ系列 | 水曜日 24:35 - 25:10 | 2013年10月16日 - 12月18日      | 同時ネット |
| 長野県         | 長野放送           | フジテレビ系列 | 水曜日 24:35 - 25:10 | 2013年10月16日 - 12月18日      | 同時ネット |
| 岡山県・香川県 | 岡山放送           | フジテレビ系列 | 水曜日 24:35 - 25:10 | 2013年10月16日 - 12月18日      | 同時ネット |
| 広島県         | テレビ新広島       | フジテレビ系列 | 水曜日 24:35 - 25:10 | 2013年10月16日 - 12月18日      | 同時ネット |
| 高知県         | 高知さんさんテレビ | フジテレビ系列 | 水曜日 24:35 - 25:10 | 2013年10月16日 - 12月18日      | 同時ネット |
| 北海道         | 北海道文化放送     | フジテレビ系列 | 水曜日 24:40 - 25:15 | 2013年10月23日 - 2014年1月15日 | 7日遅れ    |
| 福島県         | 福島テレビ         | フジテレビ系列 | 水曜日 24:40 - 25:15 | 2013年10月23日 - 12月25日      | 7日遅れ    |
| 新潟県         | 新潟総合テレビ     | フジテレビ系列 | 水曜日 24:40 - 25:15 | 2013年10月23日 - 12月25日      | 7日遅れ    |
| 福岡県         | テレビ西日本       | フジテレビ系列 | 水曜日 26:15 - 26:50 | 2013年10月23日 - 12月25日      | 7日遅れ    |
| 中京広域圏     | 東海テレビ         | フジテレビ系列 | 月曜日 24:45 - 25:20 | 2013年10月28日 - 2014年2月3日  | 12日遅れ   |
| 山形県         | さくらんぼテレビ   | フジテレビ系列 | 木曜日 24:35 - 25:10 | 2013年10月31日 - 2014年1月23日 | 15日遅れ   |
| 佐賀県         | サガテレビ         | フジテレビ系列 | 木曜日 24:35 - 25:10 | 2013年10月31日 - 2014年1月9日  | 15日遅れ   |
| 沖縄県         | 沖縄テレビ         | フジテレビ系列 | 木曜日 25:43 - 26:18 | 2013年10月31日 - 2014年1月9日  | 15日遅れ   |
| 静岡県         | テレビ静岡         | フジテレビ系列 | 月曜日 24:55 - 25:30 | 2013年11月4日 - 2014年1月27日  | 19日遅れ   |
| 長崎県         | テレビ長崎         | フジテレビ系列 | 木曜日 25:45 - 26:20 | 2013年11月7日 - 2014年1月23日  | 22日遅れ   |
| 熊本県         | テレビくまもと     | フジテレビ系列 | 月曜日 24:35 - 25:10 | 2013年12月16日 - 2014年3月17日 | 61日遅れ   |

## スタッフ
- 構成：くらなり、前原一磨、板垣寿珠弓
- 美術プロデュース：三竹寛典、平岡慶大
- デザイン：斎田崇史
- 美術進行：西嶋友里
- 大道具：前田かなこ
- アクリル装飾：山田隼人
- 特殊装置：桑島亮太
- 装飾：小柳幸絵
- メイク：山田かつら
- CG：奥田真也
- TP：塩津英史
- TM：高瀬義美
- SW：横山政照
- カメラ：小池悟志
- VE：山下悠介
- 音声：加瀬悦史
- 照明：小熊豊
- ロケCAM：藤江雅和
- ロケ音声：田口健太郎
- ロケ照明：野崎政克
- 編集：青木秀幸
- MA：土屋信
- 音響効果：高田智彰（BABY SOUND LUCK）
- TK：山口奈保美
- リサーチ：スコープ
- 技術協力：ニユーテレス、fmt、IMAGICA
- 広報：為永佐知男
- デスク：岡原香織
- 制作進行：五十嵐久也
- ディレクター：伊藤嘉彦、麻生裕久、岡野彰男
- プロデューサー：倉科知美、小澤慧里子
- 演出：島本亮
- チーフプロデューサー：坪井貴史
- 制作：フジテレビバラエティ制作部
- 制作著作：フジテレビ